# A Real Madrid CF 2018–2019-es szezonja
A Real Madrid CF 2018–2019-es szezonja sorozatban a 88., összességében pedig a 115. idénye volt a spanyol első osztályban. Az előző szezonban a hazai bajnokságban a harmadik helyett szerezte meg, ezenkívül megnyerte a Bajnokok ligáját. Ezáltal a klub ebben az idényben a bajnokságon kívül a hazai kupasorozatban, a Copa del Rey-ben, valamint a Bajnokok Ligájában szerzett indulási jogot.
A szezon 2018 augusztus 19-én kezdődött és 2019 május 19-én ért véget.
Az első mérkőzésen, az UEFA-szuperkupán a városi riválisával az Atlético Madriddal szemben hosszabbítás  után 4 – 2-re alulmaradt.
2018. augusztus 19-én a  bajnokság első fordulójában hazai pályán  fogadta a Getafe együttesét (2–0).
2018. augusztus 26-án a  bajnokság második fordulójában, a Girona vendégeként léptek pályára (1 – 4).
2018. szeptember 1-jén a  bajnokság harmadik fordulójában hazai pályán  fogadta a Leganés együttesét (4–1).

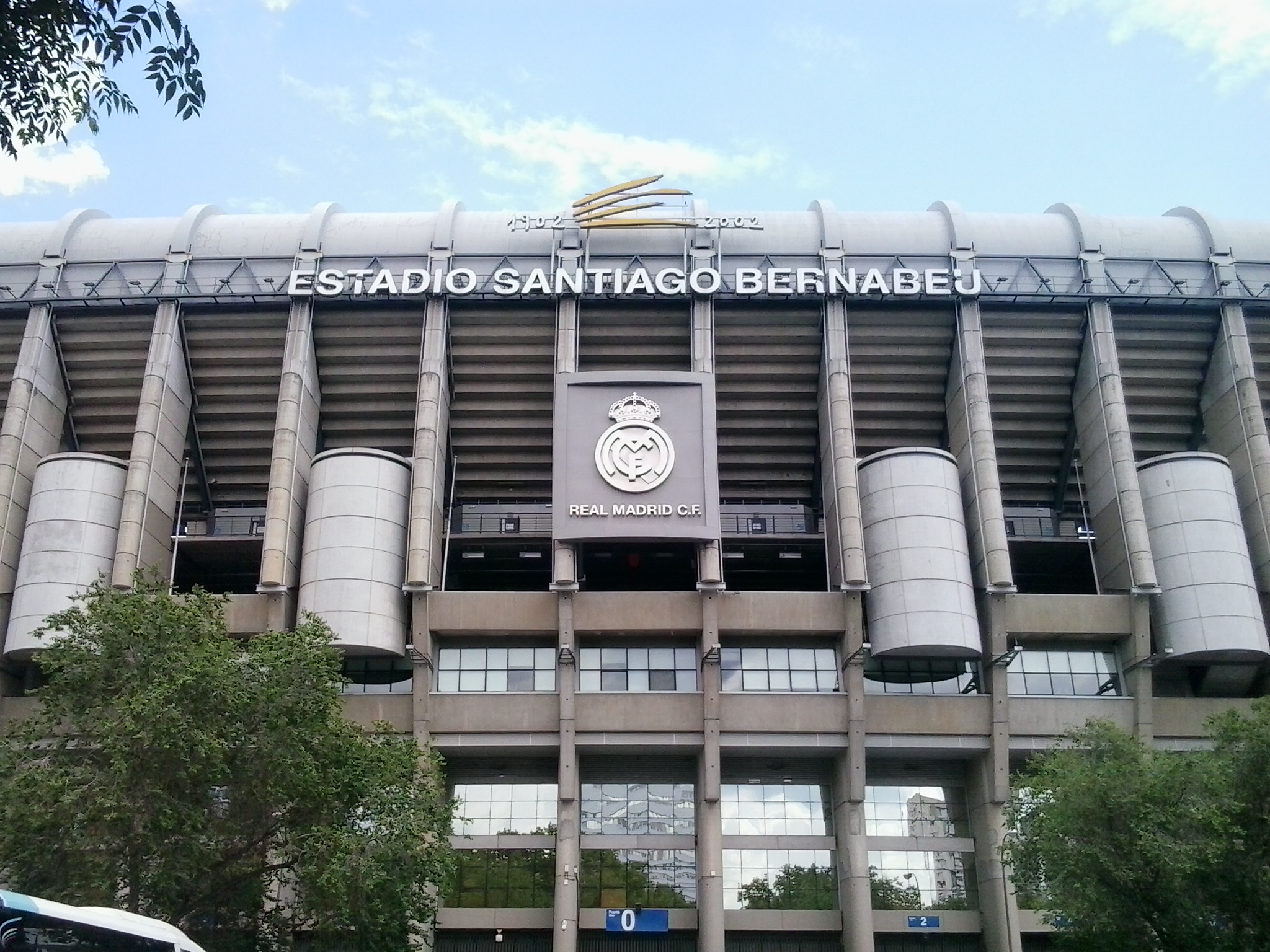
Santiago Bernabéu stadion: a Real Madrid hazai mérkőzéseinek helyszíne.

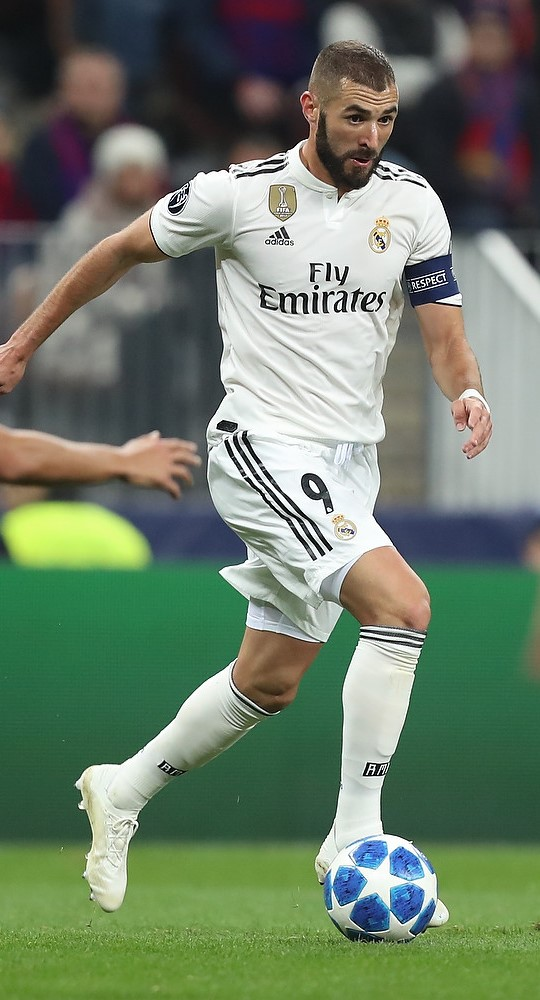
Karim Benzema: a csapat házigólkirályja és a 3. Számú kapitánya

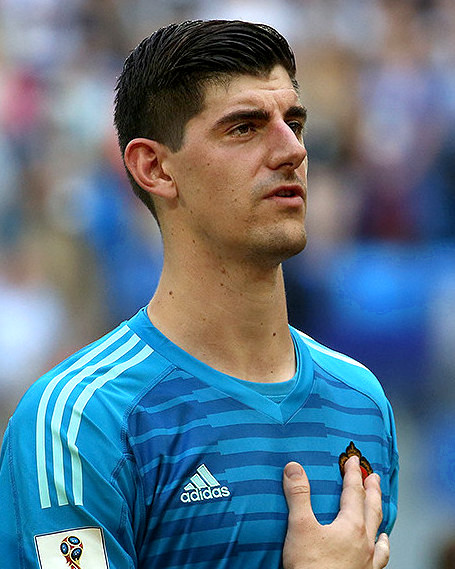
Thibaut Courtois: a csapat elsőszámú kapusa

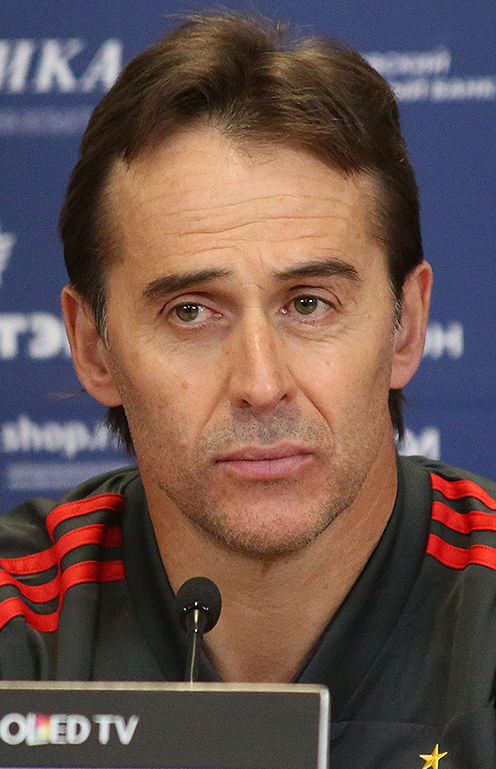
Julen Lopetegui: a csapat új vezetőedzője volt 2018. június 12. és 2018. október 29. között.

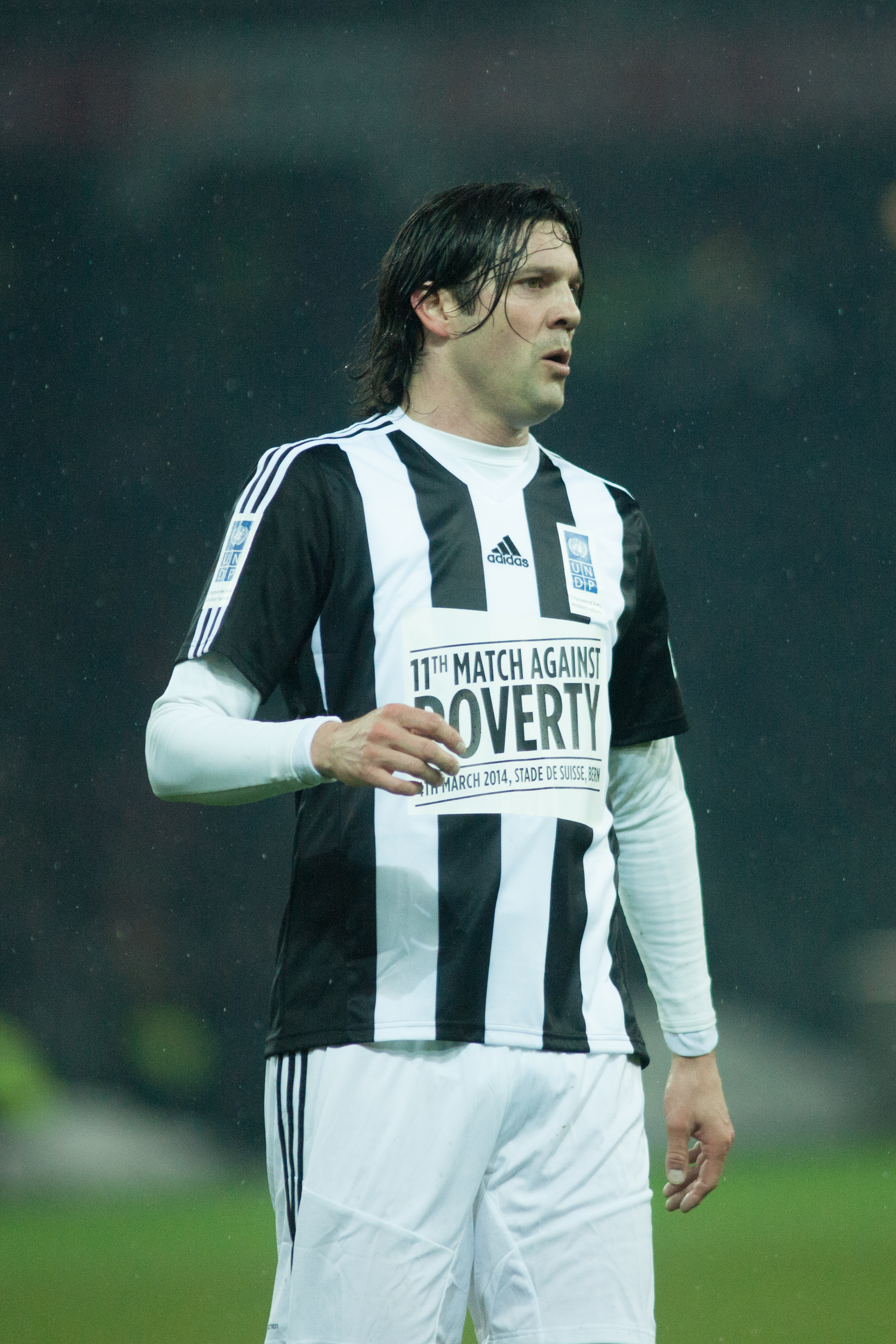
Santiago Solari: a csapat vezetőedzője 2018. november 13. és 2019. március 11. között.

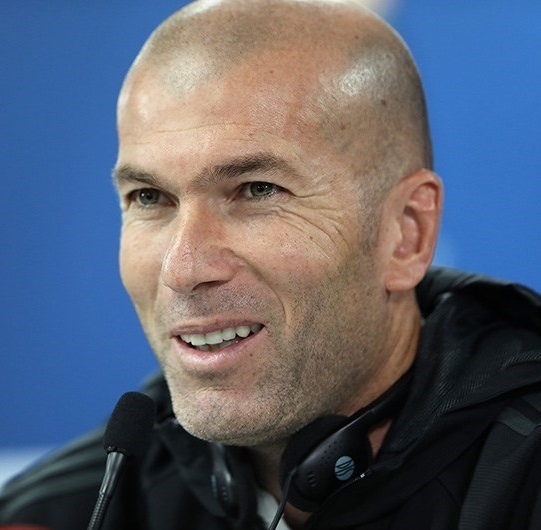
Zinédine Zidane: a csapat vezetőedzője 2019. március 11-től

## Mezek
Gyártó: Adidas/
mezszponzor: Emirates
| Hazai | Vendég | 3. számú mez |

### Kapus
| Kapus 1 | Kapus 2 | Kapus 3 |

## Átigazolások
2018. évi nyári átigazolási időszak, 
 2019. évi téli átigazolási időszak

### Érkezők

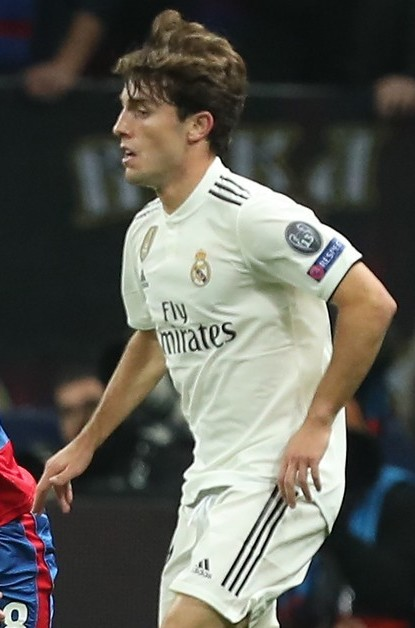
Odriozola: a csapat egyik új játékosa

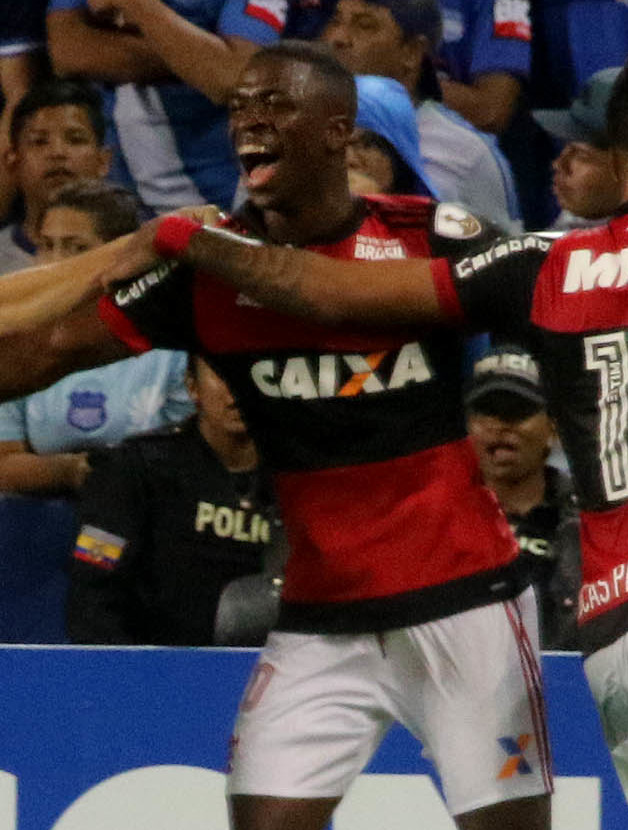
Vinícius Jr.: a csapat egyik új játékosa

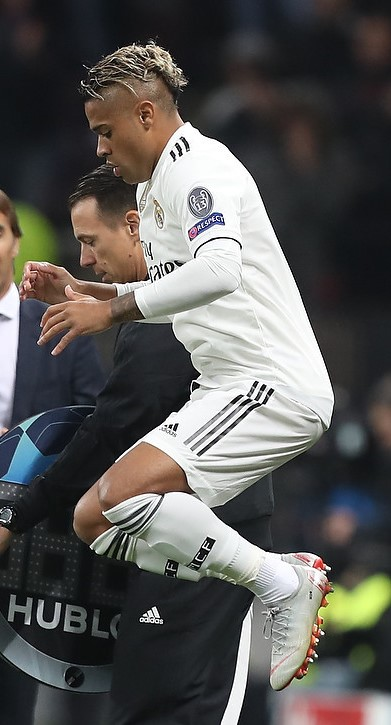
Mariano: a csapat egyik új játékosa

| Mezszám | Poszt       | Nemzet | Név               | Kor | EU          | Honnan               | Szerződés megnevezése    | Átigazolási időszak                 | Szerződés vége | Átigazolás összege | Forrás |
| ------- | ----------- | ------ | ----------------- | --- | ----------- | -------------------- | ------------------------ | ----------------------------------- | -------------- | ------------------ | ------ |
|         | kapus       | UKR    | Andrij Lunyin     | 19  | EU          | Zorja Luhanszk       | átigazolás               | 2018. évi nyári átigazolási időszak | 2024           | 8.5M €             | [ 6 ]  |
| 25      | kapus       | BEL    | Thibaut Courtois  | 26  | EU          | Chelsea              | átigazolás               | 2018. évi nyári átigazolási időszak | 2024           | 35M €              | [ 7 ]  |
|         | hátvéd      | POR    | Fábio Coentrão    | 30  | EU          | Sporting CP          | kölcsönből vissza        | 2018. évi nyári átigazolási időszak | 2018           | ingyen             |        |
|         | hátvéd      | AUT    | Philipp Lienhart  | 21  | EU          | SC Freiburg          | kölcsönből vissza        | 2018. évi nyári átigazolási időszak | 2018           | ingyen             |        |
|         | középpályás | BRA    | Lucas Silva       | 25  | EU-n kívüli | Cruzeiro EC          | kölcsönből vissza        | 2018. évi nyári átigazolási időszak | 2020           | ingyen             |        |
| 28      | csatár      | BRA    | Vinícius Júnior   | 18  | EU-n kívüli | CR Flamengo          | átigazolás               | 2018. évi nyári átigazolási időszak | N/A            | 45M €              | [ 8 ]  |
| 19      | hátvéd      | ESP    | Álvaro Odriozola  | 22  | EU          | Real Sociedad        | átigazolás               | 2018. évi nyári átigazolási időszak | 2024           | 30M €              | [ 9 ]  |
|         | középpályás | ESP    | Omar Mascarell    | 25  | EU          | Eintracht Frankfurt  | Visszavásárlás           | 2018. évi nyári átigazolási időszak | 2018           | 30M €              | [ 9 ]  |
| 15      | középpályás | URU    | Federico Valverde | 19  | EU-n kívüli | Real Madrid Castilla | Utánpótlásból került fel | 2018. évi nyári átigazolási időszak | 2020           | ingyen             |        |
|         | középpályás | NOR    | Martin Ødegaard   | 19  | EU          | SC Heerenveen        | Kölcsönből vissza        | 2018. évi nyári átigazolási időszak | 2021           | ingyen             |        |
|         | középpályás | ESP    | Lucas Torró       | 23  | EU          | CA Osasuna           | Visszavásárlás           | 2018. évi nyári átigazolási időszak | 2018           | 1.75M €            |        |
|         | csatár      | ESP    | Raúl de Tomás     | 23  | EU          | Real Madrid Castilla | Utánpótlásból került fel | 2018. évi nyári átigazolási időszak | 2023           | ingyen             |        |
| 7       | csatár      | DOM    | Mariano Díaz      | 25  | EU          | Lyon                 | visszavásárlás           | 2018. évi nyári átigazolási időszak | 2023           | 22M €              | [ 10 ] |
| 21      | középpályás | ESP    | Brahim Díaz       | 19  | EU          | Manchester City      | átigazolás               | 2019. évi téli átigazolási időszak  | 2025           | 17M €              | [ 11 ] |

Összes kiadás:  141.25M €

### Távozók

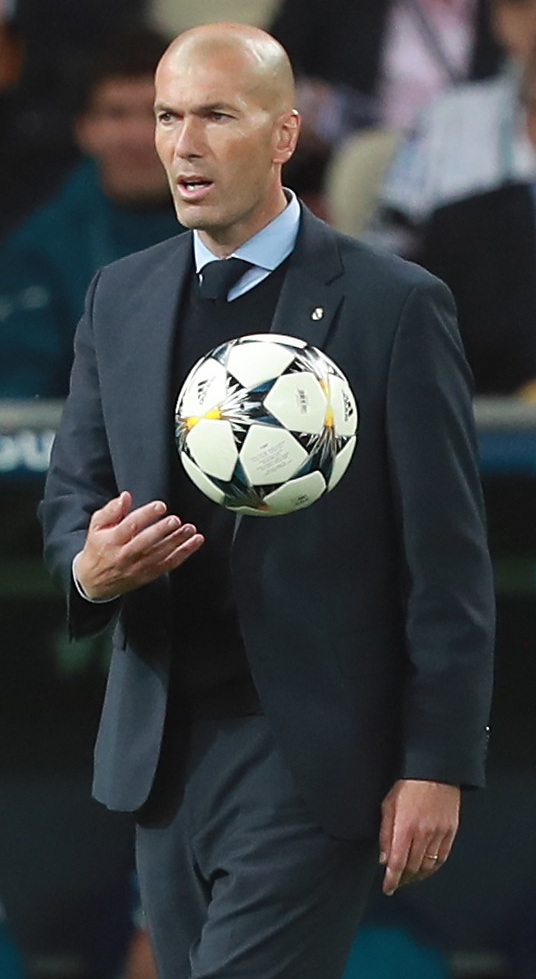
Zidane: a csapat vezetőedzője 2 év után távozott

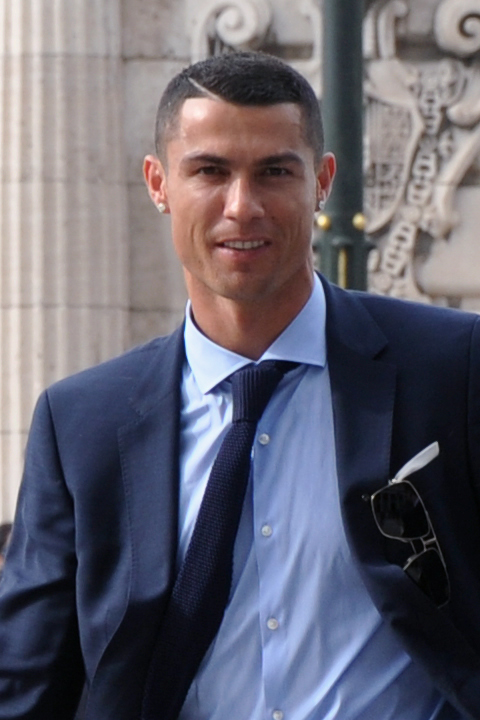
Ronaldo: a csapat gólkirálya 9 év után igazolt az olasz Juventushoz.

. 
| Mezszám | Dátum               | Poszt       | Nemzet | Név               | Kor | Hová                | Ár                 | jegyzet       |
| ------- | ------------------- | ----------- | ------ | ----------------- | --- | ------------------- | ------------------ | ------------- |
|         | 2018. június 5.     | hátvéd      | AUT    | Philipp Lienhart  | 21  | SC Freiburg         | 2M €               | [ 12 ]        |
|         | 2018. június 29.    | középpályás | ESP    | Omar Mascarell    | 25  | FC Schalke 04       | 10M €              | [ 13 ]        |
|         | 2018. július 5.     | középpályás | ESP    | Lucas Torró       | 23  | Eintracht Frankfurt | 3.5M €             | [ 14 ]        |
| 7       | 2018. július 10.    | csatár      | POR    | Cristiano Ronaldo | 33  | Juventus            | 112M €             | [ 15 ]        |
|         | 2018. július 10.    | hátvéd      | ESP    | Álvaro Tejero     | 21  | Albacete            | kölcsönbe, ingyen  | [ 16 ]        |
| 19      | 2018. július 11.    | hátvéd      | MAR    | Achraf Hakimi     | 19  | Borussia Dortmund   | két évre kölcsönbe | [ 17 ] [ 18 ] |
| 23      | 2018. augusztus 8.  | hátvéd      | CRO    | Mateo Kovačić     | 24  | Chelsea             | kölcsönbe, ingyen  | [ 19 ]        |
| 15      | 2018. augusztus 10. | hátvéd      | FRA    | Theo Hernández    | 24  | Real Sociedad       | kölcsönbe, ingyen  | [ 20 ]        |
|         | 2018. augusztus 27. | kapus       | UKR    | Andrij Lunyin     | 19  | Leganés             | kölcsönbe, ingyen  | [ 21 ]        |
| 21      | 2018. augusztus 31. | csatár      | ESP    | Borja Mayoral     | 19  | Levante             | kölcsönbe, ingyen  | [ 22 ]        |
|         | 2018. augusztus 31. | hátvéd      | POR    | Fábio Coentrão    | 30  | Rio Ave             | ingyen             | [ 23 ] [ 24 ] |
| 13      | 2019. január 13.    | kapus       | ESP    | Kiko Casilla      | 32  | Leeds United        | ingyen             | [ 25 ]        |

Összes bevétel:   115.5M €

## Előszezon

### Nemzetközi Bajnokok Kupája
A Real Madrid a 2018-19-es idény kezdete előtt az Egyesült Államokban vett részt a 2018-as Nemzetközi Bajnokok Kupája elnevezésű tornán. A torna keretein belül júliusban a Manchester United, augusztusban a Juventus és a Roma csapataival mérkőztek meg.
| 2018. július 31. 20:05 EDT |

| Manchester United                   | 2–1               | Real Madrid      |
| ----------------------------------- | ----------------- | ---------------- |
| Sánchez (1–0) 18' Herrera (2–0) 27' | (2–1) Jegyzőkönyv | 45'(2–1) Benzema |

| Hard Rock Stadion, Miami Gardens Egyesült Államok Nézőszám: 64 141 Játékvezető: Allen Chapman (amerikai) |

| 2018. augusztus 5. 18:05 EDT |

| Real Madrid                                      | 3–1               | Juventus                                     |
| ------------------------------------------------ | ----------------- | -------------------------------------------- |
| Bale(1–1) Asensio(2–1) Asensio(3–1) Reguilón 81' | (1–1) Jegyzőkönyv | 13'(0–1)Carvajal 6' Benatija 33' Alex Sandro |

| FedExField, Landover Egyesült Államok Nézőszám: 71 597 Játékvezető: Robert Sibiga (amerikai) |

| 2018. augusztus 8. 2:05 |

| Real Madrid                     | 2–1               | Roma               |
| ------------------------------- | ----------------- | ------------------ |
| Asensio (1–0) 2' Bale (2–0) 15' | (2–0) Jegyzőkönyv | 83'(2–1) Strootman |

| MetLife Stadium, East Rutherford Egyesült Államok Nézőszám: 51 528 Játékvezető: Mark Geiger (amerikai) |

### Santiago Bernabéu-Kupa
| 2018. augusztus 11. 21:00 |

| Real Madrid                                           | 3–1               | Milan            |
| ----------------------------------------------------- | ----------------- | ---------------- |
| Benzema (1–0) 2' Bale (2–1) 45+1' Mayoral (3–1) 90+1' | (2–1) Jegyzőkönyv | 4' (1–1) Higuaín |

| Santiago Bernabéu stadion, Madrid Játékvezető: Javier Estrada Fernández (spanyol) |

## UEFA-szuperkupa
| 2018. augusztus 15. 21:00 (CEST) |

| Real Madrid                      | 2–4 (h. u.)                 | Atlético de Madrid                |
| -------------------------------- | --------------------------- | --------------------------------- |
| Benzema 27' Ramos 63' (11-esből) | (1–1, 2–2, 2–4) Jegyzőkönyv | Costa 1' 79' Ñíguez 98' Koke 104' |

| A. Le Coq Aréna, Tallinn Játékvezető: Szymon Marciniak (lengyel) |

| Real Madrid | Atlético Madrid |

| GK              | 1  | Keylor Navas      |       |      |
| RB              | 2  | Dani Carvajal     |       |      |
| CB              | 4  | Sergio Ramos      | 112'  |      |
| CB              | 5  | Raphaël Varane    |       |      |
| LB              | 12 | Marcelo           | 54'   |      |
| DM              | 14 | Casemiro          |       | 76'  |
| CM              | 8  | Toni Kroos        |       | 102' |
| CM              | 22 | Isco              |       | 83'  |
| RF              | 11 | Gareth Bale       |       |      |
| CF              | 9  | Karim Benzema     |       |      |
| LF              | 20 | Marco Asensio     | 35'   | 57'  |
| Cserék:         |    |                   |       |      |
| GK              | 13 | Kiko Casilla      |       |      |
| GK              | 26 | Andrij Lunyin     |       |      |
| DF              | 6  | Nacho             |       |      |
| DF              | 29 | Sergio Reguilón   |       |      |
| DF              | 31 | Javier Sánchez    |       |      |
| MF              | 10 | Luka Modrić       | 101'  | 57'  |
| MF              | 18 | Marcos Llorente   |       |      |
| MF              | 24 | Dani Ceballos     | 90+1' | 76'  |
| MF              | 27 | Federico Valverde |       |      |
| FW              | 17 | Lucas Vázquez     |       | 83'  |
| FW              | 21 | Borja Mayoral     |       | 102' |
| FW              | 28 | Vinícius Júnior   |       |      |
| Vezetőeduő:     |    |                   |       |      |
| Julen Lopetegui |    |                   |       |      |

| GK                                                        | 13 | Jan Oblak         |        |       |
| RB                                                        | 20 | Juanfran          |        |       |
| CB                                                        | 15 | Stefan Savić      |        |       |
| CB                                                        | 2  | Diego Godín       |        |       |
| LB                                                        | 21 | Lucas Hernández   |        |       |
| RM                                                        | 11 | Thomas Lemar      |        | 90+1' |
| CM                                                        | 14 | Rodri             |        | 71'   |
| CM                                                        | 8  | Saúl Ñíguez       |        |       |
| LM                                                        | 6  | Koke              |        |       |
| CF                                                        | 19 | Diego Costa       | 62'    | 109'  |
| CF                                                        | 7  | Antoine Griezmann |        | 57'   |
| Cserék:                                                   |    |                   |        |       |
| GK                                                        | 1  | Antonio Adán      |        |       |
| GK                                                        | 37 | Alex Dos Santos   |        |       |
| DF                                                        | 3  | Filipe Luís       |        |       |
| DF                                                        | 4  | Santiago Arias    |        |       |
| DF                                                        | 24 | José Giménez      |        | 109'  |
| MF                                                        | 5  | Thomas Partey     |        | 90+1' |
| MF                                                        | 23 | Vitolo            | 105+3' | 71'   |
| MF                                                        | 30 | Roberto Olabe     |        |       |
| FW                                                        | 9  | Nikola Kalinić    |        |       |
| FW                                                        | 10 | Ángel Correa      | 60'    | 57'   |
| FW                                                        | 18 | Gelson Martins    |        |       |
| Vezetőedző:                                               |    |                   |        |       |
| Germán Burgos , miután Diego Simeone eltiltását töltötte. |    |                   |        |       |

| A mérkőzés legjobbja: Diego Costa (Atlético Madrid) Asszisztensek: Paweł Sokolnicki Tomasz Listkiewicz Negyedik játékvezető: Ovidiu Hațegan Oldalvonali játékvezetők: Paweł Raczkowski (lengyel) Tomasz Musiał (lengyel) Tartalék játékvezető Radosław Siejka | Szabályok - 90 perc játékidő. - 30 perc hosszabbítás döntetlen esetén. - Ha ekkor sincs döntés, akkor tizenegyesekkel dől el a párharc. - Tizenkét cserejátékos nevezhető. - Maximum három, hosszabbítás esetén négy cserejátékos bevethető. |

## FIFA-klubvilágbajnokság

### Elődöntő
| 2018. december 19. 20:30 |

| Kasima Antlers       | 1 – 3               | Real Madrid                             |
| -------------------- | ------------------- | --------------------------------------- |
| Doi 78' Jamamoto 52' | (0 – 1) Jegyzőkönyv | 44' Bale 53' Bale 55' Bale 42' Carvajal |

| Városi Sportstadion, Abu-Dzabi, Egyesült Arab Emírségek Nézőszám: 30 554 Játékvezető: Wilton Sampaio (brazil) |

### Döntő
| 2018. december 22. 17:30 (tv:M4 Sport) |

| Real Madrid                                           | 4 – 1               | Al Ain       |
| ----------------------------------------------------- | ------------------- | ------------ |
| Modrić 14' Llorente 60' Ramos 78' Nader 90+1' (öngól) | (1 – 0) Jegyzőkönyv | 86' Shiotani |

| Városi Sportstadion, Abu-Dzabi, Egyesült Arab Emírségek Nézőszám: 40 696 Játékvezető: Jair Marrufo (amerikai) |

| Real Madrid | Al-Ain |

| GK              | 25 | Thibaut Courtois  |     |     |
| RB              | 2  | Dani Carvajal     |     |     |
| RB              | 5  | Raphaël Varane    |     |     |
| CB              | 4  | Sergio Ramos (c)  | 45' |     |
| LB              | 12 | Marcelo           |     |     |
| CM              | 10 | Luka Modrić       |     |     |
| CM              | 18 | Marcos Llorente   |     | 82' |
| CM              | 8  | Toni Kroos        |     | 70' |
| RF              | 17 | Lucas Vázquez     |     | 84' |
| CF              | 9  | Karim Benzema     |     |     |
| LF              | 11 | Gareth Bale       |     |     |
| Cserék:         |    |                   |     |     |
| GK              | 1  | Keylor Navas      |     |     |
| GK              | 13 | Kiko Casilla      |     |     |
| DF              | 3  | Jesús Vallejo     |     |     |
| DF              | 6  | Nacho             |     |     |
| DF              | 19 | Álvaro Odriozola  |     |     |
| DF              | 23 | Sergio Reguilón   |     |     |
| MF              | 14 | Casemiro          |     | 82' |
| MF              | 15 | Federico Valverde |     |     |
| MF              | 20 | Marco Asensio     |     |     |
| MF              | 22 | Isco              |     |     |
| MF              | 24 | Dani Ceballos     |     | 70' |
| FW              | 28 | Vinícius Júnior   |     | 84' |
| Vezetőedző:     |    |                   |     |     |
| Santiago Solari |    |                   |     |     |

| GK          | 17 | Khalid Eisa         |  |     |
| RB          | 23 | Mohammed Ahmad      |  | 64' |
| CB          | 5  | Ismail Ahmed (c)    |  |     |
| CB          | 14 | Mohammed Fayez      |  |     |
| LB          | 33 | Tsukasa Shiotani    |  |     |
| CM          | 43 | Rayan Yaslam        |  |     |
| CM          | 16 | Mohamed Abdulrahman |  | 67' |
| CM          | 3  | Tongo Doumbia       |  |     |
| RW          | 74 | Hussein El Shahat   |  |     |
| LW          | 7  | Caio                |  |     |
| CF          | 9  | Marcus Berg         |  | 75' |
| Cserék:     |    |                     |  |     |
| GK          | 1  | Mohammed Busanda    |  |     |
| GK          | 12 | Hamad Al-Mansouri   |  |     |
| DF          | 19 | Mohanad Salem       |  |     |
| DF          | 44 | Saeed Jumaa         |  |     |
| MF          | 6  | Ámer Abd ar-Rahmán  |  | 67' |
| MF          | 11 | Bandar Al-Ahbabi    |  | 64' |
| MF          | 13 | Ahmed Barman        |  |     |
| MF          | 18 | Ibrahim Diaky       |  |     |
| MF          | 28 | Sulaiman Nasser     |  |     |
| MF          | 30 | Mohammed Khalfan    |  |     |
| MF          | 88 | Yahya Nader         |  | 75' |
| FW          | 99 | Jamal Ibrahim       |  |     |
| Vezetőedző: |    |                     |  |     |
| Zoran Mamić |    |                     |  |     |

| A mérkőzés legjobbja: Marcos Llorente (Real Madrid) Asszisztensek: Frank Anderson (amerikai) Corey Rockwell (amerikai) Negyedik játékvezető: Wilton Sampaio (brazil) Tartalék játékvezető: Zakhele Siwela (dél-afrikai) Videóbírók: Danny Makkelie (holland) Videóbíró asszisztensek: Mark Geiger (amerikai) Bruno Boschilia (brazil) Mauro Vigliano (argentin) | Szabályok - 90 perc játékidő. - 30 perces ráadás döntetlen esetén. - Tizenegyesek döntetlen esetén. - Tizenkét nevezhető cserejátékos. - Maximum három bevethető csere, hosszabbítás esetén plusz egy. |

### Statisztika
| Statisztika        | Real Madrid | Al-Ain |
| ------------------ | ----------- | ------ |
| Gól                | 1           | 0      |
| Összes lövés       | 11          | 2      |
| Kaput találó lövés | 3           | 0      |
| Védés              | 0           | 2      |
| Labdabirtoklás     | 70%         | 30%    |
| Szöglet            | 6           | 2      |
| Szabálytalanság    | 6           | 3      |
| Offsides           | 3           | 1      |
| Sárga lap          | 1           | 0      |
| Piros lap          | 0           | 0      |

| Statisztika        | Real Madrid | Al-Ain |
| ------------------ | ----------- | ------ |
| Gól                | 3           | 1      |
| Összes lövés       | 10          | 6      |
| Kaput találó lövés | 5           | 2      |
| Védés              | 1           | 2      |
| Labdabirtoklás     | 56%         | 44%    |
| Szöglet            | 2           | 2      |
| Szabálytalanság    | 6           | 7      |
| Les                | 1           | 1      |
| Sárga lap          | 0           | 0      |
| Piros lap          | 0           | 0      |

| Statisztika        | Real Madrid | Al-Ain |
| ------------------ | ----------- | ------ |
| Gól                | 4           | 1      |
| Összes lövés       | 21          | 8      |
| Kaput találó lövés | 8           | 2      |
| Védés              | 1           | 4      |
| Labdabirtoklás     | 63%         | 37%    |
| Szöglet            | 8           | 4      |
| Szabálytalanság    | 12          | 10     |
| Les                | 4           | 2      |
| Sárga lap          | 1           | 0      |
| Piros lap          | 0           | 0      |

## La Liga

### Augusztus
| 2018. augusztus 19. 22:15 |

| Real Madrid                                       | 2 – 0               | Getafe                                                                            |
| ------------------------------------------------- | ------------------- | --------------------------------------------------------------------------------- |
| Carvajal (1 – 0) 20' Bale (2 – 0) 51' Marcelo 68' | (1 – 0) Jegyzőkönyv | 27' Molina 41' Amath 42' Djené 63' Jaime Mata 77' Arambarri 79' Cabrera 79' Bruno |

| Santiago Bernabéu stadion, Madrid Nézőszám: 48 446 Játékvezető: Javier Estrada Fernández (spanyol) |

| 2018. augusztus 26. 22:15 |

| Girona             | 1 – 4               | Real Madrid                                                                                      |
| ------------------ | ------------------- | ------------------------------------------------------------------------------------------------ |
| García (1 – 0) 16' | (1 – 1) Jegyzőkönyv | 39' (11-esből) (1 – 1) Ramos 52' (11-esből) (1 – 2) Benzema 80' (1 – 4) Benzema 59' (1 – 3) Bale |

| Montilivi stadion, Girona Nézőszám: 13 889 Játékvezető: Javier Estrada Fernández (spanyol) |

### Szeptember
| 2018. szeptember 1. 20:45 |

| Real Madrid                                                                                     | 4 – 1               | Leganés                                    |
| ----------------------------------------------------------------------------------------------- | ------------------- | ------------------------------------------ |
| Bale (1 – 0) 17' Benzema (2 – 1) 48' Benzema (2 – 1) 61' Ramos (4 – 1) 66' (11-esből) Modrić 3' | (1 – 1) Jegyzőkönyv | 24' (11-esből) (1 – 1) Carrillo 27' Santos |

| Santiago Bernabéu stadion, Madrid Nézőszám: 59 255 Játékvezető: Santiago Jaime Latre (spanyol) |

| 2018. szeptember 15. 20:45 |

| Athletic Bilbao                                                                    | 1–1               | Real Madrid                       |
| ---------------------------------------------------------------------------------- | ----------------- | --------------------------------- |
| Muniain 32' Álvarez 45' R. García 60' Capa 68' Berchiche 72' Beñat 78' Simón 90+2' | (1–0) Jegyzőkönyv | Isco 63' Carvajal 85' Vázquez 87' |

| San Mamés Stadion, Bilbao Nézőszám: 46 413 Játékvezető: José González (spanyol) |

| 2018. szeptember 22. 20:45 |

| Real Madrid                             | 1–0               | Espanyol              |
| --------------------------------------- | ----------------- | --------------------- |
| Asensio 41' (1–0) Nacho 6' Casemiro 77' | (1–0) Jegyzőkönyv | 26' Rica 45' J. López |

| Santiago Bernabéu stadion, Madrid Nézőszám: 68 034 Játékvezető: Antonio Mateu Lahoz (spanyol) |

| 2018. szeptember 26. 22:00 |

| Sevilla                                                                                       | 3–0               | Real Madrid                               |
| --------------------------------------------------------------------------------------------- | ----------------- | ----------------------------------------- |
| A. Silva 17'(1–0) A. Silva 21'(2–0) Ben Yedder 39'(3–0) F. Vázquez 34' Banega 74' Sarabia 79' | (3–0) Jegyzőkönyv | 27' Bale 64' Kroos 65' Modrić 87' Mariano |

| Estadio Ramón Sánchez-Pizjuán, Sevilla Nézőszám: 40 972 Játékvezető: Alejandro Hernández Hernández (spanyol) |

| 2018. szeptember 29. 20:45 |

| Real Madrid                             | 0–0               | Atlético Madrid                              |
| --------------------------------------- | ----------------- | -------------------------------------------- |
| Dani Carvajal 30' Ramos 61' Nacho 90+2' | (0–0) Jegyzőkönyv | 48' Juanfran 59' Lemar 70' Koke 90+3' Correa |

| Santiago Bernabéu stadion, Madrid Nézőszám: 78 562 Játékvezető: Juan Martínez Munuera (spanyol) |

### Október
| 2018. Október 6. 18:30 |

| Alavés                     | 1–0               | Real Madrid |
| -------------------------- | ----------------- | ----------- |
| M. García 90+5' Wakaso 54' | (0–0) Jegyzőkönyv |             |

| Mendizorrotza, Vitoria-Gasteiz Nézőszám: 17 329 Játékvezető: Santiago Jaime Latre (spanyol) |

| 2018. Október 20. 13:00 |

| Real Madrid       | 1–2               | Levante                                              |
| ----------------- | ----------------- | ---------------------------------------------------- |
| Marcelo 72' 90+4' | (0–2) Jegyzőkönyv | 7' Morales 13' (11-esből) Roger 53' Cabaco 89' Jason |

| Santiago Bernabéu, Madrid Nézőszám: 63 762 Játékvezető: Guillermo Cuadra Fernández (spanyol) |

| 2018. Október 28. 16:15, 238. El Clásico, (tv:Spíler2 TV) |

| Barcelona                                                                                                | 5 – 1               | Real Madrid                    |
| --- | ------------------- | ------------------------------ |
| Coutinho 11' L. Suárez 30' (11-esből) L. Suárez 75' L. Suárez 83' A. Vidal 87' Rakitić 38' L. Suárez 77' | (2 – 0) Jegyzőkönyv | 50' Marcelo 39' Nacho 53' Bale |

| Camp Nou, Barcelona Nézőszám: 93 265 Játékvezető: José María Sánchez Martínez (spanyol) |

### November
| 2018. november 3. 16:15 |

| Real Madrid                                 | 2 – 0               | Real Valladolid |
| ------------------------------------------- | ------------------- | --------------- |
| Olivas 83' Ramos 88' (11-esből) Asensio 45' | (0 – 0) Jegyzőkönyv |                 |

| Santiago Bernabéu, Madrid Nézőszám: 68 050 Játékvezető: Jesús Gil Manzano (spanyol) |

| 2018. november 11. 20:45 |

| Celta Vigo                                                 | 2 – 4               | Real Madrid                                                                         |
| ---------------------------------------------------------- | ------------------- | ----------------------------------------------------------------------------------- |
| Mallo 61' Mallo 41' Méndez 90+4' Cabral 40′, 87′ Juncà 41' | (0 – 1) Jegyzőkönyv | 23' Benzema 56' Cabral 83' (11-esből) Ramos 90+1' Ceballos 37' Reguilón 53' Sánchez |

| Balaídos, Vigo Nézőszám: 21 184 Játékvezető: Alberto Undiano Mallenco (spanyol) |

| 2018. november 24. 13:00 |

| Eibar                             | 3 – 0               | Real Madrid |
| --------------------------------- | ------------------- | ----------- |
| Escalante 16' Enrich 52' Kike 57' | (1 – 0) Jegyzőkönyv |             |

| Ipurua, Eibar Nézőszám: 6 435 Játékvezető: Juan Martínez Munuera (spanyol) |

### December
| 2018. december 1. 20:45 |

| Real Madrid                      | 2 – 0               | Valencia                      |
| -------------------------------- | ------------------- | ----------------------------- |
| Wass 8' Vázquez 83' Ceballos 71' | (1 – 0) Jegyzőkönyv | 6' Gabriel 11' Soler 20' Gayà |

| Santiago Bernabéu, Madrid Nézőszám: 69 653 Játékvezető: José Luis González González (spanyol) |

| 2018. december 9. 16:15 |

| Huesca                | 0 – 1               | Real Madrid                       |
| --------------------- | ------------------- | --------------------------------- |
| Etxeita 42' Insua 80' | (0 – 1) Jegyzőkönyv | 8' Bale 26' Carvajal 39' Ceballos |

| El Alcoraz, Huesca Nézőszám: 7 341 Játékvezető: Mario Melero López (spanyol) |

| 2018. december 15. 18:30 |

| Real Madrid | 1 – 0               | Rayo Vallecano               |
| ----------- | ------------------- | ---------------------------- |
| Benzema 13' | (1 – 0) Jegyzőkönyv | 39' Álex 64' Bébé 83' Imbula |

| Santiago Bernabéu, Madrid Nézőszám: 55 229 Játékvezető: Ricardo de Burgos Bengoechea (spanyol) |

### Január
| 2019. január 3. 21:30, (tv:Spíler2 TV) |

| Villarreal                                    | 2 – 2               | Real Madrid                                  |
| --------------------------------------------- | ------------------- | -------------------------------------------- |
| Cazorla 4' Cazorla 82' Álvaro 45' Costa 90+1' | (1 – 2) Jegyzőkönyv | 7' Benzema 20' Varane 41' Casemiro 89' Ramos |

| Estadio de la Cerámica, Villarreal Nézőszám: 19,903 Játékvezető: Pablo González Fuertes (spanyol) |

| 2019. január 6. 18:30, (tv:Spíler2 TV) |

| Real Madrid                                      | 0 – 2               | Real Sociedad                                   |
| ------------------------------------------------ | ------------------- | ----------------------------------------------- |
| Marcelo 52' Vázquez 40′, 61′ Modrić 75' Isco 88' | (0 – 1) Jegyzőkönyv | 3' (11-esből) José 83' Pardo 36' José 83' Pardo |

| Santiago Bernabéu, Madrid Nézőszám: 53 412 Játékvezető: José Luis Munuera Montero (spanyol) |

| 2019. január 13. 20:45 |

| Betis                                | 1 – 2               | Real Madrid                                               |
| ------------------------------------ | ------------------- | --------------------------------------------------------- |
| Canales 67' Guardado 4' Carvalho 86' | (0 – 1) Jegyzőkönyv | 13' Modrić 88' Ceballos 35' Modrić 42' Ramos 62' Valverde |

| Benito Villamarín Stadion, Sevilla Nézőszám: 52 992 Játékvezető: Alejandro Hernández Hernández (spanyol) |

| 2019. január 19. 16:15 |

| Real Madrid                                         | 2 – 0               | Sevilla                         |
| --------------------------------------------------- | ------------------- | ------------------------------- |
| Casemiro 78' Modrić 90+2' Casemiro 61' Ceballos 65' | (0 – 0) Jegyzőkönyv | 30' Carriço 54' Banega 85' Kjær |

| Santiago Bernabéu, Madrid Nézőszám: 68 232 Játékvezető: Antonio Mateu Lahoz (spanyol) |

| 2019. január 27. 20:45 |

| Espanyol                                                  | 2 – 4               | Real Madrid                                                                                          |
| --------------------------------------------------------- | ------------------- | --- |
| Baptistão 25' Rosales 81' Roca 7' García 34' Á. López 85' | (1 – 3) Jegyzőkönyv | 4' Benzema 15' Ramos 45' Benzema 67' Bale 27' Ramos 72′ Varane 81' Carvajal 88' Nacho 90+1' Courtois |

| RCDE Stadion, Barcelona Nézőszám: 20 910 Játékvezető: Jesús Gil Manzano (spanyol) |

### Február
| 2019. február 3. 20:45 |

| Real Madrid                                | 3 – 0               | Alavés                              |
| ------------------------------------------ | ------------------- | ----------------------------------- |
| Benzema 30' Vinícius Jr. 80' Mariano 90+1' | (1 – 0) Jegyzőkönyv | 32' Laguardia 54' Burgui 74' Wakaso |

| Santiago Bernabéu, Madrid Nézőszám: 53 132 Játékvezető: Santiago Jaime Latre (spanyol) |

| 2019. február 9. 16:15 |

| Atlético Madrid                                                                           | 1 – 3               | Real Madrid                                                                    |
| ----------------------------------------------------------------------------------------- | ------------------- | ------------------------------------------------------------------------------ |
| Griezmann 25' Griezmann 24' Giménez 41' Hernández 58' Partey 62′, 80′ Morata 68' Saúl 72' | (1 – 2) Jegyzőkönyv | 16' Casemiro 42' (11-esből) Ramos 74' Bale 22' Vázquez 64' Reguilón 66' Modrić |

| Wanda Metropolitano Stadion, Madrid Nézőszám: 67 804 Játékvezető: Javier Estrada Fernández (spanyol) |

| 2019. február 17. 12:00 |

| Real Madrid                                     | 1 – 2               | Girona                                                |
| ----------------------------------------------- | ------------------- | ----------------------------------------------------- |
| Casemiro 25' Casemiro 88' Sergio Ramos 64′, 90′ | (1 – 0) Jegyzőkönyv | 65' (11-esből) Stuani 75' Portu 48' Lozano 86' Alcalá |

| Santiago Bernabéu stadion, Madrid Nézőszám: 68 170 Játékvezető: Guillermo Cuadra Fernández (spanyol) |

| 2019. február 17. 20:45 |

| Levante                                                 | 1 – 2               | Real Madrid                                           |
| ------------------------------------------------------- | ------------------- | ----------------------------------------------------- |
| Roger 60' Roger 25' Rochina 57′, 88′ Pedro 82' Luna 84' | (0 – 1) Jegyzőkönyv | 43' (11-esből) Benzema 78' Bale 86′ Nacho 68' Vázquez |

| Ciutat de València stadion, Valencia Nézőszám: 22 067 Játékvezető: Ignacio Iglesias Villanueva (spanyol) |

### Március
| 2019. március 2. 20:45 |

| Real Madrid                        | 0 – 1               | Barcelona                           |
| ---------------------------------- | ------------------- | ----------------------------------- |
| Ramos 61' Asensio 82' Carvajal 89' | (0 – 1) Jegyzőkönyv | 26' Rakitić 2' Busquets 63' Lenglet |

| Santiago Bernabéu, Madrid Nézőszám: 78 819 Játékvezető: Alberto Undiano Mallenco (spanyol) |

| 2019. március 10. 20:45 |

| Valladolid             | 1 – 4               | Real Madrid |
| ---------------------- | ------------------- | --- |
| Anuar 29' J. Nacho 61' | (1 – 1) Jegyzőkönyv | 34' Varane 51' (11-esből) Benzema 59' Benzema 85' Modrić 12' Odriozola 45' Reguilón 64' Courtois 69′, 80′ Casemiro 90+3' Marcelo |

| Estadio José Zorrilla, Valladolid Nézőszám: 21 915 Játékvezető: Jesús Gil Manzano (spanyol) |

| 2019. március 16. 16:15 |

| Real Madrid                | 2 – 0               | Celta Vigo |
| -------------------------- | ------------------- | ---------- |
| Isco 62' Bale 77' Bale 45' | (0 – 0) Jegyzőkönyv |            |

| Santiago Bernabéu, Madrid Nézőszám: 65 054 Játékvezető: Juan Martínez Munuera (spanyol) |

| 2019. március 31. 20:45 |

| Real Madrid                                 | 3 – 2               | Huesca                                                      |
| ------------------------------------------- | ------------------- | ----------------------------------------------------------- |
| Isco 25' Ceballos 62' Benzema 89' Nacho 66' | (1 – 1) Jegyzőkönyv | 3' Hernández 74' Etxeita 48' Pulido 51' Musto 90' Mantovani |

| Santiago Bernabéu, Madrid Nézőszám: 49 293 Játékvezető: Javier Estrada Fernández (spanyol) |

### Április
| 2019. április 3. 21:30 |

| Valencia                                | 2 – 1               | Real Madrid                             |
| --------------------------------------- | ------------------- | --------------------------------------- |
| Guedes 35' Garay 83' Wass 5' Parejo 65' | (1 – 0) Jegyzőkönyv | 90+3' Benzema 64' Odriozola 76' Marcelo |

| Estadio Mestalla, Valencia Nézőszám: 44 274 Játékvezető: Santiago Jaime Latre (spanyol) |

| 2019. április 6. 20:45 |

| Real Madrid             | 2 – 1               | Eibar                    |
| ----------------------- | ------------------- | ------------------------ |
| Benzema 59' Benzema 81' | (0 – 1) Jegyzőkönyv | 39' Cardona 21' Oliveira |

| Santiago Bernabéu, Madrid Nézőszám: 50 284 Játékvezető: Pablo González Fuertes (spanyol) |

| 2019. április 15. 21:00 |

| Leganés   | 1 – 1               | Real Madrid                                       |
| --------- | ------------------- | ------------------------------------------------- |
| Silva 45' | (1 – 0) Jegyzőkönyv | 51' Benzema 48' Carvajal 61' Asensio 67' Valverde |

| Estadio Municipal de Butarque, Leganés Nézőszám: 12 118 Játékvezető: David Medié Jiménez (spanyol) |

| 2019. április 21. 16:15 (tv:Spíler2 TV) |

| Real Madrid                                  | 3 – 0               | Athletic Bilbao                                      |
| -------------------------------------------- | ------------------- | ---------------------------------------------------- |
| Benzema 47'• 76'• 90' Kroos 69' K. Navas 82' | (0 – 0) Jegyzőkönyv | 3' I. Córdoba 15' Yuri 45' R. García 53' I. Martínez |

| Santiago Bernabéu, Madrid Nézőszám: 59 815 Játékvezető: Mario Melero López (spanyol) |

| 2019. április 25. 21:30 |

| Getafe     | 0 – 0               | Real Madrid                     |
| ---------- | ------------------- | ------------------------------- |
| Suárez 38' | (0 – 0) Jegyzőkönyv | 30' Isco 63' Valverde 82' Nacho |

| Coliseum Alfonso Pérez, Getafe Nézőszám: 13 135 Játékvezető: Ricardo de Burgos Bengoetxea (spanyol) |

| 2019. április 28. 20:45 |

| Rayo Vallecano                               | 1 – 0               | Real Madrid                                                 |
| -------------------------------------------- | ------------------- | ----------------------------------------------------------- |
| Embarba 23' (11-esből) Suárez 43' Uche 90+3' | (1 – 0) Jegyzőkönyv | 22' Vallejo 28' Modrić 62' Mariano 79' Carvajal 86' Marcelo |

| Vallecas, Madrid Nézőszám: 13 130 Játékvezető: Pablo González Fuertes (spanyol) |

### Május
| 2019. május 5. 16:15 |

| Real Madrid                        | 3 – 2               | Villarreal                                                  |
| ---------------------------------- | ------------------- | ----------------------------------------------------------- |
| Mariano 2' Mariano 49' Vallejo 40' | (1 – 1) Jegyzőkönyv | 11' Gerard 90+4' Costa 43' Funes Mori 84' Álvaro 89' Iborra |

| Santiago Bernabéu, Madrid Nézőszám: 46 294 Játékvezető: Jesús Gil Manzano (spanyol) |

| 2019. május 12. 18:30 |

| Sociedad                                           | 3 – 1               | Real Madrid                                     |
| -------------------------------------------------- | ------------------- | ----------------------------------------------- |
| Merino 26' Zaldúa 57' Barrenetxea 69' Zubeldia 59' | (1 – 1) Jegyzőkönyv | 6' Brahim 39′ Vallejo 42' Carvajal 75' Casemiro |

| Anoeta, Donostia-San Sebastián Nézőszám: 27 322 Játékvezető: Juan Martínez Munuera (spanyol) |

| 2019. május 19. 12:00 |

| Real Madrid                                     | 0 – 2               | Betis                          |
| ----------------------------------------------- | ------------------- | ------------------------------ |
| Llorente 37' Valverde 49' Carvajal 58' Isco 85' | (0 – 0) Jegyzőkönyv | 61' Loren 75' Jesé 30' Kaptoum |

| Santiago Bernabéu, Madrid Nézőszám: 56 900 Játékvezető: Alberto Undiano Mallenco (spanyol) |

## Spanyol Királykupa

### A legjobb 32 között
| 2018. október 31. 19:30, odavágó |

| Melilla    | 0 – 4               | Real Madrid                                                                           |
| ---------- | ------------------- | ------------------------------------------------------------------------------------- |
| Chakla 11' | (0 – 2) Jegyzőkönyv | 28' Benzema 45+1' Asensio 79' Odriozola 90+2' Cristo González 10' Sánchez 72' Vázquez |

| Estadio Municipal Álvarez Claro, Melilla Nézőszám: 7 212 Játékvezető: Ricardo de Burgos Bengoechea (spanyol) |

| 2018. december 6. 16:15, visszavágó |

| Real Madrid                                                            | 6 – 1               | Melilla              |
| ---------------------------------------------------------------------- | ------------------- | -------------------- |
| Asensio 33' Asensio 35' Sánchez 39' Isco 47' Vinícius Jr. 75' Isco 83' | (3 – 0) Jegyzőkönyv | 81' (11-esből) Qasmi |

| Santiago Bernabéu stadion, Madrid Nézőszám: 55 243 Játékvezető: Javier Alberola Rojas (spanyol) |

### A legjobb 16 között
| 2019. január 9. 21:30, odavágó |

| Real Madrid                                                              | 3 – 0               | Leganés                      |
| ------------------------------------------------------------------------ | ------------------- | ---------------------------- |
| Ramos 44' (11-esből) Vázquez 68' Vinícius Jr. 77' Nacho 55' Valverde 84' | (1 – 0) Jegyzőkönyv | 42' Gumbau 90+2' Rubén Pérez |

| Santiago Bernabéu stadion, Madrid Nézőszám: 44 231 Játékvezető: Jesús Gil Manzano (spanyol) |

| 2019. január 16. 21:30, visszavágó |

| Leganés                   | 1 – 0               | Real Madrid                                    |
| ------------------------- | ------------------- | ---------------------------------------------- |
| Braithwaite 30' Recio 70' | (1 – 0) Jegyzőkönyv | 82' Vinícius Jr. 90+1' Ceballos 90+1' Casemiro |

| Estadio Municipal de Butarque, Leganés Nézőszám: 9 437 Játékvezető: Juan Martínez Munuera (spanyol) |

### Negyeddöntő
| 2019. január 24. 21:30, odavágó |

| Real Madrid                                                                             | 4 – 2               | Girona                                      |
| --------------------------------------------------------------------------------------- | ------------------- | ------------------------------------------- |
| Vázquez 18' Ramos 42' (11-esből) Ramos 77' Benzema 80' Nacho 45' Ramos 62' Llorente 66' | (2 – 1) Jegyzőkönyv | 7' Lozano 66' (11-esből) Granell 36' Alcalá |

| Santiago Bernabéu stadion, Madrid Nézőszám: 50 865 Játékvezető: Alberto Undiano Mallenco (spanyol) |

| 2019. január 31. 21:30, visszavágó |

| Girona                          | 1 – 3               | Real Madrid                                          |
| ------------------------------- | ------------------- | ---------------------------------------------------- |
| Porro 71' Stuani 49' Lozano 72' | (0 – 2) Jegyzőkönyv | 27' Benzema 43' Benzema 76' Llorente 65' D. Carvajal |

| Estadi Montilivi, Girona Nézőszám: 14 158 Játékvezető: Juan Martínez Munuera (spanyol) |

### Elődöntők
| 2019. február 6. 21:00 (CET) |

| Barcelona                                                       | 1 – 1               | Real Madrid                      |
| --------------------------------------------------------------- | ------------------- | -------------------------------- |
| Malcom 57' N. Semedo 43' L. Suárez 56' Jordi Alba 58' Vidal 88' | (0 – 1) Jegyzőkönyv | 6' Vázquez 10' Ramos 57' Marcelo |

| Camp Nou, Barcelona Nézőszám: 92 008 Játékvezető: Antonio Mateu Lahoz (spanyol) |

| 2019. február 27. 21:00 (CET) |

| Real Madrid              | 0 – 3               | Barcelona                                                           |
| ------------------------ | ------------------- | ------------------------------------------------------------------- |
| Vázquez 58' Casemiro 72' | (0 – 0) Jegyzőkönyv | 50' Suárez 69' Varane 73' (11-esből) Suárez 65' Busquets 81' Semedo |

| Santiago Bernabéu, Madrid Nézőszám: 80 472 Játékvezető: José María Sánchez Martínez (spanyol) |

## Bajnokok ligája

### G csoport
| Hely. | Csapat         | M | Gy | D | V | G+ | G– | Gk | P  | Továbbjutás                                |  | RM  | ROM | PLZ | CSKA |
| ----- | -------------- | - | -- | - | - | -- | -- | -- | -- | ------------------------------------------ |  | --- | --- | --- | ---- |
| 1.    | Real Madrid    | 6 | 4  | 0 | 2 | 12 | 5  | +7 | 12 | Továbbjutott az egyenes kieséses szakaszba |  | —   | 3–0 | 2–1 | 0–3  |
| 2.    | AS Roma        | 6 | 3  | 0 | 3 | 11 | 8  | +3 | 9  | Továbbjutott az egyenes kieséses szakaszba |  | 0–2 | —   | 5–0 | 3–0  |
| 3.    | Viktoria Plzeň | 6 | 2  | 1 | 3 | 7  | 16 | −9 | 7  | Átkerült az Európa-ligába                  |  | 0–5 | 2–1 | —   | 2–2  |
| 4.    | CSZKA Moszkva  | 6 | 2  | 1 | 3 | 8  | 9  | −1 | 7  |                                            |  | 1–0 | 1–2 | 1–2 | —    |

1. 1 2  Egymás elleni pontok: Viktoria Plzeň 4, CSZKA Moszkva 1.

| 2018. szeptember 19. 21:00 |

| Real Madrid                               | 3 – 0               | AS Roma                |
| ----------------------------------------- | ------------------- | ---------------------- |
| Isco 45' Bale 58' Mariano 90+1' Ramos 23' | (1 – 0) Jegyzőkönyv | 44' De Rossi 76' Džeko |

| Santiago Bernabéu, Madrid Játékvezető: Björn Kuipers (holland) |

| 2018. október 2. 21:00 (22:00 MSK) |

| CSZKA Moszkva                                    | 1 – 0               | Real Madrid |
| ------------------------------------------------ | ------------------- | ----------- |
| Vlašić 2' Bijol 66' Oblyakov 90' Akinfejev 90+5′ | (1 – 0) Jegyzőkönyv |             |

| VEB Aréna, Moszkva Nézőszám: 71 811 Játékvezető: Ovidiu Hațegan (román) |

| 2018. október 23. 21:00 |

| Real Madrid                                            | 2 – 1               | Viktoria Plzeň              |
| ------------------------------------------------------ | ------------------- | --------------------------- |
| Benzema 11' Marcelo 55' Isco 32' Kroos 59' Ramos 90+4' | (1 – 0) Jegyzőkönyv | 78' Hrošovský 27' Limberský |

| Santiago Bernabéu, Madrid Nézőszám: 67 356 Játékvezető: Orel Grinfeld (izraeli) |

| 2018. november 7. 21:00 |

| Viktoria Plzeň | 0 – 5               | Real Madrid                                                       |
| -------------- | ------------------- | ----------------------------------------------------------------- |
|                | (0 – 4) Jegyzőkönyv | 20' Benzema 37' Benzema 23' Casemiro 40' Bale 67' Kroos 67' Nacho |

| Doosan Arena, Plzeň Nézőszám: 11 483 Játékvezető: Deniz Aytekin (német) |

| 2018. november 27. 21:00 |

| AS Roma     | 0 – 2               | Real Madrid                                  |
| ----------- | ------------------- | -------------------------------------------- |
| Zaniolo 42' | (0 – 1) Jegyzőkönyv | 47' Bale 59' Vázquez 47' Modrić 90+4' Varane |

| Stadio Olimpico, Róma Nézőszám: 59 124 Játékvezető: Clément Turpin (francia) |

| 2018. december 12. 18:55, (tv:Spíler2 TV) |

| Real Madrid    | 0 – 3               | CSZKA Moszkva                                             |
| -------------- | ------------------- | --------------------------------------------------------- |
| Valverde 90+3' | (0 – 2) Jegyzőkönyv | 37' Csalov 43' Scsennyikov 73' Sigurðsson 78' Scsennyikov |

| Santiago Bernabéu, Madrid Nézőszám: 51 636 Játékvezető: Artur Soares Dias (portugál) |

### Nyolcaddöntők
| 2019. február 13. 21:00 |

| Ajax                | 1 – 2               | Real Madrid                                                |
| ------------------- | ------------------- | ---------------------------------------------------------- |
| Zíjes 75' Zíjes 53' | (0 – 0) Jegyzőkönyv | 60' Benzema 87' Asensio 70' Reguilón 83' Vázquez 90' Ramos |

| Johan Cruijff Arena, Amszterdam Nézőszám: 52 286 Játékvezető: Damir Skomina (szlovén) |

| 2019. március 5. 21:00 |

| Real Madrid                          | 1 – 4               | Ajax                                                 |
| ------------------------------------ | ------------------- | ---------------------------------------------------- |
| Asensio 70' Carvajal 30' Nacho 90+3′ | (0 – 2) Jegyzőkönyv | 7' Zíjes 18' Neres 62' Tadić 72' Schøne 26' Mazraoui |

| Santiago Bernabéu stadion, Madrid Nézőszám: 77 013 Játékvezető: Felix Brych (német) |

## Elnökség
2019. március 14-én lett frissítve.
| Elnök                  | Florentino Pérez          |
| Alelnök                | Fernando Fernández Tapias |
| 2. alelnök             | Eduardo Fernández de Blas |
| 3. alelnök             | Pedro López Jiménez       |
| Tiszteletbeli elnök    | Francisco Gento           |
| Az Igazgatóság titkára | Enrique Sánchez González  |

## Szakmai stáb
2019. március 14-én lett frissítve.
| Vezetőedző                    | Zinédine Zidane             |
| Segédedző                     | David Bettoni               |
| Segédedző                     | Hamidou Msaidie             |
| Kapusedző                     | Roberto Vázquez             |
| Erőnléti edző                 | Antonio Pintus              |
| Erőnléti edző, sportterapeuta | Javier Mallo                |
| Sportterapeuta                | José Carlos García Parrales |

## Játékoskeret
Frissítve:2019. május 19-én
| Mezszám       | Név                                               | Nemzet  | Posztok     | Szül. év (kor)                | Pályára lépések | Gólok   | Átigazolás ideje | Átigazolás vége | Megjegyzés                           |
| Kapusok       | Kapusok                                           | Kapusok | Kapusok     | Kapusok                       | Kapusok         | Kapusok | Kapusok          | Kapusok         | Kapusok                              |
| ------------- | ------------------------------------------------- | ------- | ----------- | ----------------------------- | --------------- | ------- | ---------------- | --------------- | ------------------------------------ |
| 1             | Keylor Navas                                      | CRC     | kapus       | 1986. december 15. (38 éves)  | 162             | 0       | 2014             | 2020            | átigazolás összege: 10 Millió €      |
| 25            | Thibaut Courtois                                  | BEL     | kapus       | 1992. május 11. (33 éves)     | 34              | 0       | 2018             | 2025            | átigazolás összege: 35 Millió €      |
| 30            | Luca Zidane                                       | FRA     | kapus       | 1998. május 12. (27 éves)     | 2               | 0       | 2017             | 2021            | az utánpótlás rendszerből került fel |
| Védők         |                                                   |         |             |                               |                 |         |                  |                 |                                      |
| 2             | Dani Carvajal                                     | ESP     | védő        | 1992. január 12. (33 éves)    | 236             | 5       | 2013             | 2022            | átigazolás összege: 6,5 Millió €     |
| 3             | Jesús Vallejo                                     | ESP     | védő        | 1997. január 5. (28 éves)     | 19              | 0       | 2015             | 2021            | átigazolás összege: 6 Millió €       |
| 4             | Sergio Ramos (Csapatkapitány)                     | ESP     | védő        | 1986. március 30. (39 éves)   | 606             | 84      | 2005             | 2021            | átigazolás összege: 28 Millió €      |
| 5             | Raphaël Varane                                    | FRA     | védő        | 1993. április 25. (32 éves)   | 276             | 12      | 2011             | 2022            | átigazolás összege: 10 Millió €      |
| 6             | Nacho                                             | ESP     | védő        | 1990. január 18. (35 éves)    | 190             | 9       | 2012             | 2020            | az utánpótlás rendszerből került fel |
| 12            | Marcelo (Csapatkapitány-helyettes)                | BRA     | védő        | 1988. május 12. (37 éves)     | 486             | 36      | 2007 (tél)       | 2022            | átigazolás összege: 6,5 Millió €     |
| 19            | Álvaro Odriozola                                  | ESP     | védő        | 1995. december 14. (29 éves)  | 22              | 1       | 2018             | 2024            | átigazolás összege: 30 Millió €      |
| 23            | Sergio Reguilón                                   | ESP     | védő        | 1996. december 16. (28 éves)  | 22              | 0       | 2018             | 2020            | az utánpótlás rendszerből került fel |
| Középpályások |                                                   |         |             |                               |                 |         |                  |                 |                                      |
| 8             | Toni Kroos                                        | GER     | középpályás | 1990. január 4. (35 éves)     | 233             | 13      | 2014             | 2022            | átigazolás összege: 25 Millió €      |
| 10            | Luka Modrić                                       | CRO     | középpályás | 1985. szeptember 9. (39 éves) | 294             | 17      | 2012             | 2020            | átigazolás összege: 30 Millió €      |
| 14            | Casemiro                                          | BRA     | középpályás | 1992. február 23. (33 éves)   | 192             | 18      | 2013             | 2021            | átigazolás összege: 6 Millió €       |
| 15            | Federico Valverde                                 | URU     | középpályás | 1998. július 22. (27 éves)    | 24              | 0       | 2016             | 2021            | az utánpótlás rendszerből került fel |
| 18            | Marcos Llorente                                   | ESP     | középpályás | 1995. január 30. (30 éves)    | 39              | 2       | 2015             | 2021            | az utánpótlás rendszerből került fel |
| 20            | Marco Asensio                                     | ESP     | középpályás | 1996. január 26. (29 éves)    | 136             | 27      | 2014             | 2023            | átigazolás összege: 3,9 Millió €     |
| 22            | Isco                                              | ESP     | középpályás | 1992. április 21. (33 éves)   | 278             | 48      | 2013             | 2022            | átigazolás összege: 27 Millió €      |
| 24            | Dani Ceballos                                     | ESP     | középpályás | 1996. augusztus 7. (29 éves)  | 56              | 5       | 2017             | 2024            | átigazolás összege: 16,5 Millió €    |
| Csatárok      |                                                   |         |             |                               |                 |         |                  |                 |                                      |
| 9             | Karim Benzema (2. számú csapatkapitány-helyettes) | FRA     | CS          | 1987. december 19. (37 éves)  | 465             | 222     | 2009             | 2021            | átigazolás összege: 35 Millió €      |
| 11            | Gareth Bale                                       | WAL     | CS          | 1989. július 16. (36 éves)    | 226             | 102     | 2013             | 2022            | átigazolás összege: 100,8 Millió €   |
| 17            | Lucas Vázquez                                     | ESP     | CS          | 1991. július 1. (34 éves)     | 181             | 21      | 2015             | 2021            | átigazolás összege: 1 Millió €       |
| 28            | Vinícius Júnior                                   | BRA     | CS          | 2000. július 12. (25 éves)    | 31              | 4       | 2018             | 2025            | átigazolás összege: 45 Millió €      |

### Kölcsönben
| # |     | Poszt | Név                                                                  |
| - | --- | ----- | -------------------------------------------------------------------- |
| — | BRA | V     | Abner (kölcsönben a Coritibánál 2018. december 31-ig)                |
| — | MAR | V     | Achraf Hakimi (kölcsönben a Borussia Dortmundnál 2020. június 30-ig) |
| — | ESP | V     | Álvaro Tejero (kölcsönben a Albaceténél 2019. június 30-ig)          |

| # |     | Poszt | Név                                                                 |
| - | --- | ----- | ------------------------------------------------------------------- |
| — | COL | KP    | James Rodríguez (kölcsönben a Bayern Münchennél 2019. június 30-ig) |
| — | BRA | KP    | Lucas Silva (kölcsönben a Cruzeirónál 2019. június 30-ig)           |
| — | CRO | KP    | Mateo Kovačić (kölcsönben a Chelsea-nél 2019. június 30-ig)         |

## Statisztika
2019. május 19-én lett frissítve
| Kiírás             | Statisztikák | Statisztikák | Statisztikák | Statisztikák | Statisztikák | Statisztikák | Statisztikák | Kezdő forduló/ helyezés | Végső forduló/ helyezés | Mérkőzések dátumai   | Mérkőzések dátumai  | Mérkőzések dátumai |
| Kiírás             | M            | GY           | D            | V            | LG–KG        | GK           | Gy %         | Kezdő forduló/ helyezés | Végső forduló/ helyezés | Első                 | Utolsó              | Következő          |
| ------------------ | ------------ | ------------ | ------------ | ------------ | ------------ | ------------ | ------------ | ----------------------- | ----------------------- | -------------------- | ------------------- | ------------------ |
| La Liga            | 38           | 21           | 05           | 013          | 63 – 46      | +17          | 55.26        | 4                       | Bronz                   | 2018. augusztus 19.  | 2019. május 19.     |                    |
| Spanyol kupa       | 08           | 05           | 01           | 02           | 21 – 09      | +12          | 62.50        | (legjobb 32)            | elődöntős               | 2018. október 31.    | 2019. február 27.   |                    |
| Bajnokok ligája    | 08           | 05           | 0            | 03           | 15 – 010     | +5           | 62.50        | Csoport mérkőzés        | Nyolcaddöntő            | 2018. szeptember 19. | 2019. március 5.    |                    |
| UEFA-szuperkupa    | 01           | 0            | 0            | 01           | 2–4          | –2           | 0.00         | Döntős                  |                         | 2018. augusztus 15.  | 2018. augusztus 15. |                    |
| Klubvilágbajnokság | 02           | 02           | 0            | 0            | 7 – 02       | +5           | 100.00       | Győztes                 | 1.                      | 2018. december 19.   | 2018. december 22.  |                    |
| Összesen           | 57           | 033          | 06           | 018          | 108 – 71     | +37          | 57.89        | –                       | –                       | –                    | –                   | –                  |

| Összesen | Összesen | Összesen | Összesen | Összesen | Összesen | Összesen | Otthon | Otthon | Otthon | Otthon | Otthon | Otthon | Otthon | Idegenben | Idegenben | Idegenben | Idegenben | Idegenben | Idegenben | Idegenben |
| M        | GY       | D        | V        | LG–KG    | GK       | P        | M      | GY     | D      | V      | LG–KG  | GK     | P      | M         | GY        | D         | V         | LG–KG     | GK        | P         |
| -------- | -------- | -------- | -------- | -------- | -------- | -------- | ------ | ------ | ------ | ------ | ------ | ------ | ------ | --------- | --------- | --------- | --------- | --------- | --------- | --------- |
| 38       | 21       | 5        | 12       | 63–46    | +17      | 68       | 19     | 13     | 1      | 5      | 32–14  | +17    | 40     | 19        | 8         | 4         | 7         | 31–31     | 0         | 28        |

### Helyezések fordulónként
| Forduló  | 1  | 2  | 3  | 4  | 5  | 6  | 7  | 8  | 9 | 10 | 11 | 12 | 13 | 14 | 15 | 16 | 17 | 18 | 19 | 20 | 21 | 22 | 23 | 24 | 25 | 26 | 27 | 28 | 29 | 30 | 31 | 32 | 33 | 34 | 35 | 36 | 37 | 38 |
| -------- | -- | -- | -- | -- | -- | -- | -- | -- | - | -- | -- | -- | -- | -- | -- | -- | -- | -- | -- | -- | -- | -- | -- | -- | -- | -- | -- | -- | -- | -- | -- | -- | -- | -- | -- | -- | -- | -- |
| Helyszín | O  | I  | O  | I  | O  | I  | O  | I  | O | I  | O  | I  | I  | O  | I  | O  | I  | O  | I  | O  | I  | O  | I  | O  | I  | O  | I  | O  | O  | I  | O  | I  | O  | I  | I  | O  | I  | O  |
| Eredmény | GY | GY | GY | D  | GY | V  | D  | V  | V | V  | GY | GY | V  | GY | GY | GY | D  | V  | GY | GY | GY | GY | GY | V  | GY | V  | GY | GY | GY | V  | GY | D  | GY | D  | V  | GY | V  | V  |
| Helyezés | 4. | 1. | 2. | 2. | 2. | 2. | 2. | 4. | 7 | 9  | 6  | 6  | 6  | 5  | 4. | 4. | 4. | 5  | 4. | 3  | 3  | 3  | 2. | 3  | 3  | 3  | 3  | 3  | 3  | 3  | 3  | 3  | 3  | 3  | 3  | 3  | 3  | 3  |

Helyszín: O = Otthon; I = Idegenben. Eredmény: GY = Győzelem; D = Döntetlen; V = Vereség.
A csapat helyezései fordulónként, idővonalon ábrázolva.

### Keret statisztika
2019. május 19-én frissítve.
| 1                         | GK | Keylor Navas      | 10 | 0  | 7 | 0 | 3 | 0 | 1 | 0 | 0 | 0 | 21 | 0  | 1  | 0 |
| 2                         | DF | Dani Carvajal     | 24 | 1  | 4 | 0 | 6 | 0 | 1 | 0 | 2 | 0 | 37 | 1  | 14 | 0 |
| 3                         | DF | Jesús Vallejo     | 5  | 1  | 1 | 0 | 1 | 0 | 0 | 0 | 0 | 0 | 7  | 1  | 1  | 1 |
| 4                         | DF | Sergio Ramos      | 28 | 6  | 6 | 3 | 5 | 0 | 1 | 1 | 2 | 1 | 42 | 11 | 13 | 0 |
| 5                         | DF | Raphaël Varane    | 32 | 2  | 4 | 0 | 4 | 0 | 1 | 0 | 2 | 0 | 43 | 2  | 1  | 1 |
| 6                         | DF | Nacho             | 20 | 0  | 5 | 0 | 5 | 0 | 0 | 0 | 0 | 0 | 30 | 0  | 10 | 0 |
| 7                         | FW | Mariano           | 13 | 3  | 1 | 0 | 3 | 1 | 0 | 0 | 0 | 0 | 17 | 4  | 1  | 0 |
| 8                         | MF | Toni Kroos        | 28 | 0  | 4 | 0 | 8 | 1 | 1 | 0 | 2 | 0 | 43 | 1  | 3  | 0 |
| 9                         | FW | Karim Benzema     | 36 | 21 | 6 | 4 | 8 | 4 | 1 | 1 | 2 | 0 | 53 | 30 | 1  | 0 |
| 10                        | MF | Luka Modrić       | 34 | 3  | 3 | 0 | 6 | 0 | 1 | 0 | 2 | 1 | 46 | 4  | 7  | 0 |
| 11                        | FW | Gareth Bale       | 29 | 8  | 3 | 0 | 7 | 3 | 1 | 0 | 2 | 3 | 42 | 14 | 1  | 0 |
| 12                        | DF | Marcelo           | 23 | 2  | 4 | 0 | 4 | 1 | 1 | 0 | 2 | 0 | 34 | 3  | 7  | 0 |
| 14                        | MF | Casemiro          | 29 | 3  | 5 | 0 | 6 | 1 | 1 | 0 | 2 | 0 | 43 | 4  | 7  | 0 |
| 15                        | MF | Federico Valverde | 16 | 0  | 5 | 0 | 4 | 0 | 2 | 0 | 0 | 0 | 25 | 0  | 6  | 0 |
| 17                        | FW | Lucas Vázquez     | 31 | 1  | 7 | 3 | 6 | 1 | 1 | 0 | 2 | 0 | 47 | 5  | 9  | 0 |
| 18                        | MF | Marcos Llorente   | 7  | 0  | 5 | 1 | 2 | 0 | 0 | 0 | 2 | 1 | 16 | 2  | 1  | 0 |
| 19                        | DF | Álvaro Odriozola  | 14 | 0  | 5 | 1 | 3 | 0 | 0 | 0 | 0 | 0 | 22 | 1  | 2  | 0 |
| 20                        | MF | Marco Asensio     | 30 | 1  | 5 | 3 | 7 | 2 | 1 | 0 | 1 | 0 | 44 | 6  | 4  | 0 |
| 21                        | MF | Brahim Díaz       | 9  | 1  | 2 | 0 | 0 | 0 | 0 | 0 | 0 | 0 | 11 | 1  | 0  | 0 |
| 22                        | MF | Isco              | 27 | 3  | 4 | 2 | 4 | 1 | 1 | 0 | 1 | 0 | 37 | 6  | 4  | 0 |
| 23                        | DF | Sergio Reguilón   | 14 | 0  | 4 | 0 | 8 | 0 | 0 | 0 | 0 | 0 | 22 | 0  | 4  | 0 |
| 24                        | MF | Dani Ceballos     | 23 | 3  | 6 | 0 | 3 | 0 | 1 | 0 | 1 | 0 | 34 | 3  | 4  | 0 |
| 25                        | GK | Thibaut Courtois  | 26 | 0  | 1 | 0 | 5 | 0 | 0 | 0 | 2 | 0 | 34 | 0  | 2  | 0 |
| 27                        | FW | Cristo González   | 1  | 0  | 3 | 1 | 0 | 0 | 0 | 0 | 0 | 0 | 4  | 1  | 0  | 0 |
| 28                        | FW | Vinícius Júnior   | 18 | 2  | 8 | 2 | 4 | 0 | 0 | 0 | 1 | 0 | 31 | 4  | 1  | 0 |
| 30                        | GK | Luca Zidane       | 1  | 0  | 0 | 0 | 0 | 0 | 0 | 0 | 0 | 0 | 1  | 0  | 0  | 0 |
| 31                        | DF | Javier Sánchez    | 1  | 0  | 2 | 1 | 2 | 0 | 0 | 0 | 0 | 0 | 5  | 1  | 0  | 0 |
| 36                        | KP | Álvaro Fidalgo    | 0  | 0  | 1 | 0 | 0 | 0 | 0 | 0 | 0 | 0 | 1  | 0  | 0  | 0 |
| 37                        | DF | Fran García       | 0  | 0  | 1 | 0 | 0 | 0 | 0 | 0 | 0 | 0 | 1  | 0  | 0  | 0 |
| Már nem tagja a csapatnak |    |                   |    |    |   |   |   |   |   |   |   |   |    |    |    |   |
| 13                        | GK | Kiko Casilla      | 0  | 0  | 0 | 0 | 0 | 0 | 0 | 0 | 0 | 0 | 0  | 0  | 0  | 0 |

### Góllövőlista
2019. május 19-én lett frissítve
| #        | Játékos          | Poszt       | La Liga | Copa del Rey | UEFA BL | Egyéb | Összesen |
| -------- | ---------------- | ----------- | ------- | ------------ | ------- | ----- | -------- |
| 1        | Karim Benzema    | csatár      | 21      | 4            | 4       | 1     | 30       |
| 2        | Gareth Bale      | csatár      | 8       | 0            | 3       | 3     | 14       |
| 3        | Sergio Ramos     | hátvéd      | 6       | 3            | 0       | 2     | 11       |
| 4        | Marco Asensio    | középpályás | 1       | 3            | 2       | 0     | 6        |
| 4        | Isco             | középpályás | 3       | 2            | 1       | 0     | 6        |
| 6        | Lucas Vázquez    | csatár      | 1       | 3            | 1       | 0     | 5        |
| 7        | Casemiro         | középpályás | 3       | 0            | 1       | 0     | 4        |
| 7        | Luka Modrić      | középpályás | 3       | 0            | 0       | 1     | 4        |
| 7        | Vinícius Júnior  | csatár      | 2       | 2            | 0       | 0     | 4        |
| 10       | Dani Ceballos    | középpályás | 3       | 0            | 0       | 0     | 3        |
| 10       | Marcelo          | hátvéd      | 2       | 0            | 1       | 0     | 3        |
| 12       | Marcos Llorente  | középpályás | 0       | 1            | 0       | 1     | 2        |
| 12       | Mariano          | csatár      | 1       | 0            | 1       | 0     | 2        |
| 12       | Raphaël Varane   | hátvéd      | 2       | 0            | 0       | 0     | 2        |
| 15       | Dani Carvajal    | hátvéd      | 1       | 0            | 0       | 0     | 1        |
| 15       | Cristo González  | csatár      | 0       | 1            | 0       | 0     | 1        |
| 15       | Toni Kroos       | középpályás | 0       | 0            | 1       | 0     | 1        |
| 15       | Álvaro Odriozola | hátvéd      | 0       | 1            | 0       | 0     | 1        |
| 15       | Javier Sánchez   | hátvéd      | 0       | 1            | 0       | 0     | 1        |
| Öngólok  | Öngólok          | Öngólok     | 2       | 0            | 0       | 1     | 3        |
| Összesen | Összesen         | Összesen    | 59      | 21           | 15      | 9     | 104      |

### Gólpasszok
| Mezszám | Poz. | Nemzet | Név              | La Liga | Bajnokok Ligája | Copa del Rey | UEFA-szuperkupa | FIFA-klubvilágbajnokság | Összesen |
| ------- | ---- | ------ | ---------------- | ------- | --------------- | ------------ | --------------- | ----------------------- | -------- |
| 11      | CS   | WAL    | Gareth Bale      | 2       | 2               | 0            | 1               | 0                       | 5        |
| 9       | CS   | FRA    | Karim Benzema    | 3       | 2               | 0            | 0               | 0                       | 5        |
| 28      | KP   | BRA    | Vinícius Júnior  | 0       | 1               | 3            | 0               | 0                       | 4        |
| 10      | KP   | CRO    | Luka Modrić      | 2       | 1               | 0            | 0               | 0                       | 3        |
| 19      | V    | ESP    | Álvaro Odriozola | 1       | 0               | 2            | 0               | 0                       | 3        |
| 12      | V    | BRA    | Marcelo          | 0       | 1               | 0            | 0               | 2                       | 3        |
| 17      | CS   | ESP    | Lucas Vázquez    | 2       | 1               | 0            | 0               | 0                       | 3        |
| 8       | KP   | GER    | Toni Kroos       | 1       | 2               | 0            | 0               | 0                       | 3        |
| 20      | KP   | ESP    | Marco Asensio    | 1       | 0               | 1            | 0               | 0                       | 2        |
| 2       | V    | ESP    | Dani Carvajal    | 1       | 0               | 1            | 0               | 0                       | 2        |
| 4       | V    | ESP    | Sergio Ramos     | 1       | 0               | 0            | 0               | 0                       | 1        |
| 22      | KP   | ESP    | Isco             | 1       | 0               | 0            | 0               | 0                       | 1        |
| 37      | KP   | ESP    | Fran García      | 0       | 0               | 1            | 0               | 0                       | 1        |

### Lapok
2019. január 6-án frissítve
| #        | Nemz.                 | Játékos            | Poszt       | La Liga   | La Liga                              | La Liga   | BL        | BL                                   | BL        | CdR       | CdR                                  | CdR       | Egyéb     | Egyéb                                | Egyéb     | Összesen  | Összesen                             | Összesen  |
| #        | Nemz.                 | Játékos            | Poszt       | Sárga lap | sárga lap · 2. sárga lap · kiállítva | kiállítva | Sárga lap | sárga lap · 2. sárga lap · kiállítva | kiállítva | Sárga lap | sárga lap · 2. sárga lap · kiállítva | kiállítva | Sárga lap | sárga lap · 2. sárga lap · kiállítva | kiállítva | Sárga lap | sárga lap · 2. sárga lap · kiállítva | kiállítva |
| -------- | --------------------- | ------------------ | ----------- | --------- | ------------------------------------ | --------- | --------- | ------------------------------------ | --------- | --------- | ------------------------------------ | --------- | --------- | ------------------------------------ | --------- | --------- | ------------------------------------ | --------- |
| 17       | Spanyolország         | Lucas Vázquez      | csatár      | 2         | 1                                    | 0         | 0         | 0                                    | 0         | 1         | 0                                    | 0         | 0         | 0                                    | 0         | 3         | 1                                    | 0         |
| 4        | Spanyolország         | Sergio Ramos       | hátvéd      | 2         | 0                                    | 0         | 2         | 0                                    | 0         | 0         | 0                                    | 0         | 2         | 0                                    | 0         | 6         | 0                                    | 0         |
| 2        | Spanyolország         | Dani Carvajal      | hátvéd      | 4         | 0                                    | 0         | 0         | 0                                    | 0         | 0         | 0                                    | 0         | 1         | 0                                    | 0         | 5         | 0                                    | 0         |
| 6        | Spanyolország         | Nacho              | hátvéd      | 3         | 0                                    | 0         | 1         | 0                                    | 0         | 0         | 0                                    | 0         | 0         | 0                                    | 0         | 4         | 0                                    | 0         |
| 12       | Brazília              | Marcelo            | hátvéd      | 3         | 0                                    | 0         | 0         | 0                                    | 0         | 0         | 0                                    | 0         | 1         | 0                                    | 0         | 4         | 0                                    | 0         |
| 10       | Horvátország          | Luka Modrić        | középpályás | 3         | 0                                    | 0         | 1         | 0                                    | 0         | 0         | 0                                    | 0         | 0         | 0                                    | 0         | 4         | 0                                    | 0         |
| 11       | Wales                 | Gareth Bale        | csatár      | 3         | 0                                    | 0         | 0         | 0                                    | 0         | 0         | 0                                    | 0         | 0         | 0                                    | 0         | 3         | 0                                    | 0         |
| 24       | Spanyolország         | Dani Ceballos      | Középpályás | 2         | 0                                    | 0         | 0         | 0                                    | 0         | 0         | 0                                    | 0         | 1         | 0                                    | 0         | 3         | 0                                    | 0         |
| 8        | Németország           | Toni Kroos         | középpályás | 1         | 0                                    | 0         | 1         | 0                                    | 0         | 0         | 0                                    | 0         | 0         | 0                                    | 0         | 2         | 0                                    | 0         |
| 20       | Spanyolország         | Marco Asensio      | középpályás | 1         | 0                                    | 0         | 0         | 0                                    | 0         | 0         | 0                                    | 0         | 1         | 0                                    | 0         | 2         | 0                                    | 0         |
| 31       | Spanyolország         | Javier Sánchez     | hátvéd      | 1         | 0                                    | 0         | 0         | 0                                    | 0         | 1         | 0                                    | 0         | 0         | 0                                    | 0         | 2         | 0                                    | 0         |
| 7        | Dominikai Köztársaság | Mariano Díaz Mejía | csatár      | 1         | 0                                    | 0         | 0         | 0                                    | 0         | 0         | 0                                    | 0         | 0         | 0                                    | 0         | 1         | 0                                    | 0         |
| 9        | Franciaország         | Karim Benzema      | csatár      | 1         | 0                                    | 0         | 0         | 0                                    | 0         | 0         | 0                                    | 0         | 0         | 0                                    | 0         | 1         | 0                                    | 0         |
| 14       | Brazília              | Casemiro           | Középpályás | 1         | 0                                    | 0         | 0         | 0                                    | 0         | 0         | 0                                    | 0         | 0         | 0                                    | 0         | 1         | 0                                    | 0         |
| 22       | Spanyolország         | Isco               | Középpályás | 0         | 0                                    | 0         | 1         | 0                                    | 0         | 0         | 0                                    | 0         | 0         | 0                                    | 0         | 1         | 0                                    | 0         |
| 23       | Spanyolország         | Sergio Reguilón    | hátvéd      | 1         | 0                                    | 0         | 0         | 0                                    | 0         | 0         | 0                                    | 0         | 0         | 0                                    | 0         | 1         | 0                                    | 0         |
| 5        | Franciaország         | Raphaël Varane     | Hátvéd      | 0         | 0                                    | 0         | 1         | 0                                    | 0         | 0         | 0                                    | 0         | 0         | 0                                    | 0         | 1         | 0                                    | 0         |
| 15       | Uruguay               | Federico Valverde  | Középpályás | 0         | 0                                    | 0         | 1         | 0                                    | 0         | 0         | 0                                    | 0         | 0         | 0                                    | 0         | 1         | 0                                    | 0         |
| Összesen | Összesen              | Összesen           | Összesen    | 30        | 1                                    | 0         | 8         | 0                                    | 0         | 2         | 0                                    | 0         | 6         | 0                                    | 0         | 46        | 1                                    | 0         |

### Kapusteljesítmények
Az alábbi táblázatban a csapat kapusainak teljesítményét tüntettük fel.
A felkészülési mérkőzéseket nem vettük figyelembe.
2019. január 6-án lett frissítve.
| Helyezés | Kapus            | Bajnokság        | Bajnokság         | Spanyol Kupa    | Spanyol Kupa      | Bajnokok Ligája | Bajnokok Ligája   | Klubvilágbajnokság | Klubvilágbajnokság | Összesen        | Összesen          |
| Helyezés | Kapus            | Összes mérkőzést | Ebből gól nélküli | Összes mérkőzés | Ebből gól nélküli | Összes mérkőzés | Ebből gól nélküli | Összes mérkőzés    | Ebből gól nélküli  | Összes mérkőzés | Ebből gól nélküli |
| -------- | ---------------- | ---------------- | ----------------- | --------------- | ----------------- | --------------- | ----------------- | ------------------ | ------------------ | --------------- | ----------------- |
| 1        | Thibaut Courtois | 16               | 6                 | 0               | 0                 | 3               | 2                 | 2                  | 0                  | 21              | 8                 |
| 2        | Keylor Navas     | 2                | 1                 | 2               | 1                 | 3               | 1                 | 0                  | 0                  | 7               | 3                 |
| 3        | Kiko Casilla     | 0                | 0                 | 0               | 0                 | 0               | 0                 | 0                  | 0                  | 0               | 0                 |
| 3        | Luca Zidane      | 0                | 0                 | 0               | 0                 | 0               | 0                 | 0                  | 0                  | 0               | 0                 |
| összesen |                  | 18               | 7                 | 2               | 1                 | 6               | 3                 | 2                  | 0                  | 28              | 11                |